# Tempest Cars

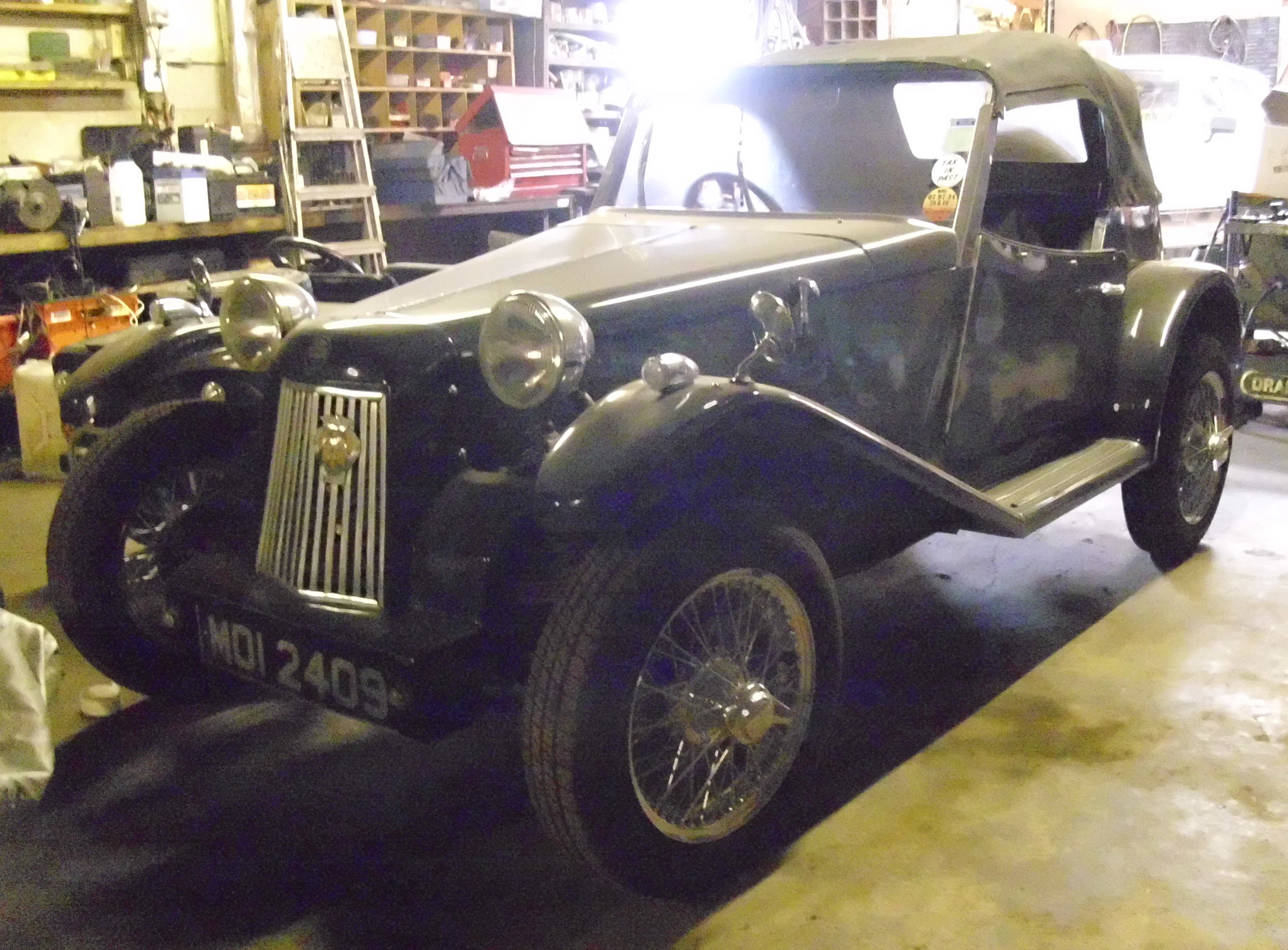
Tempest Sports

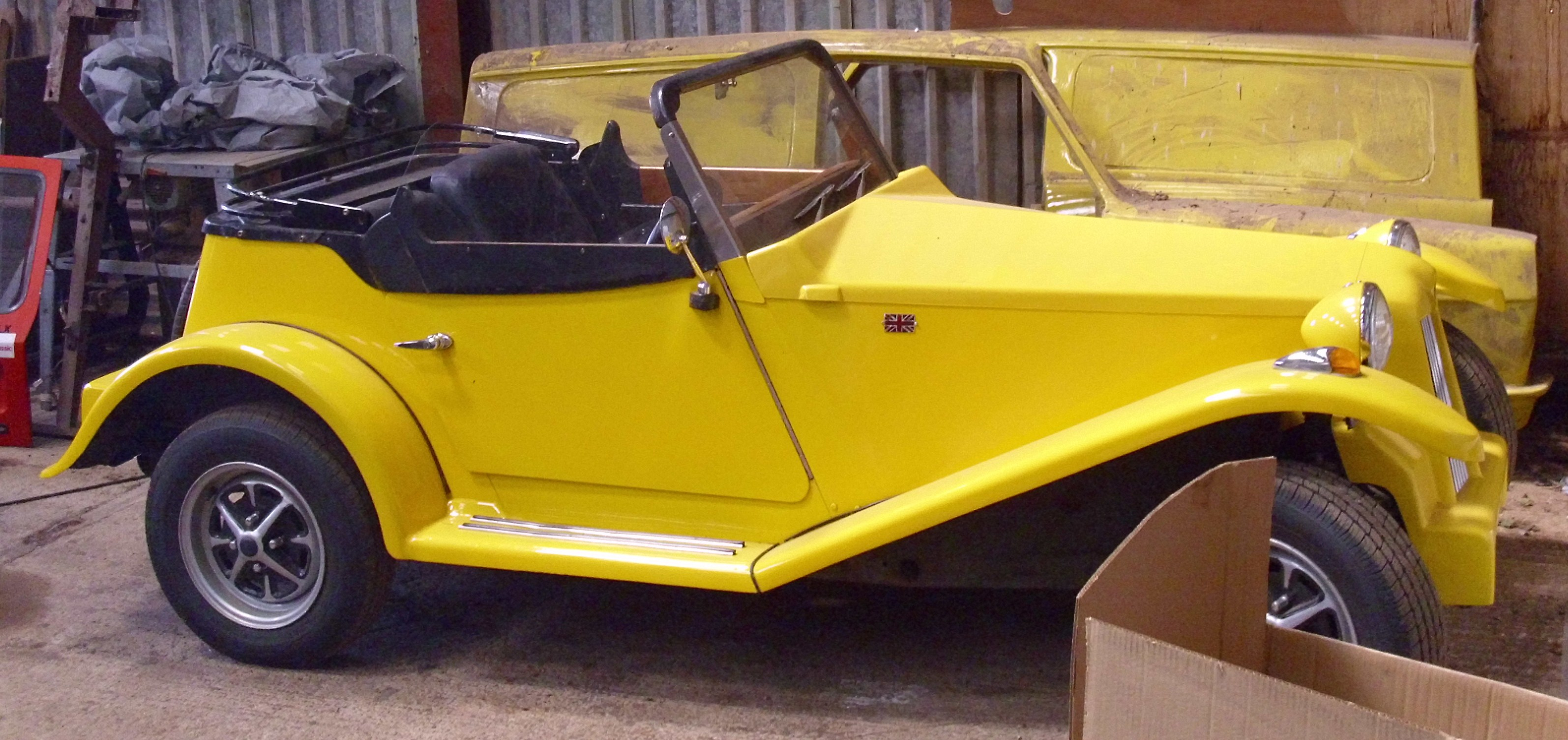
Seitenansicht

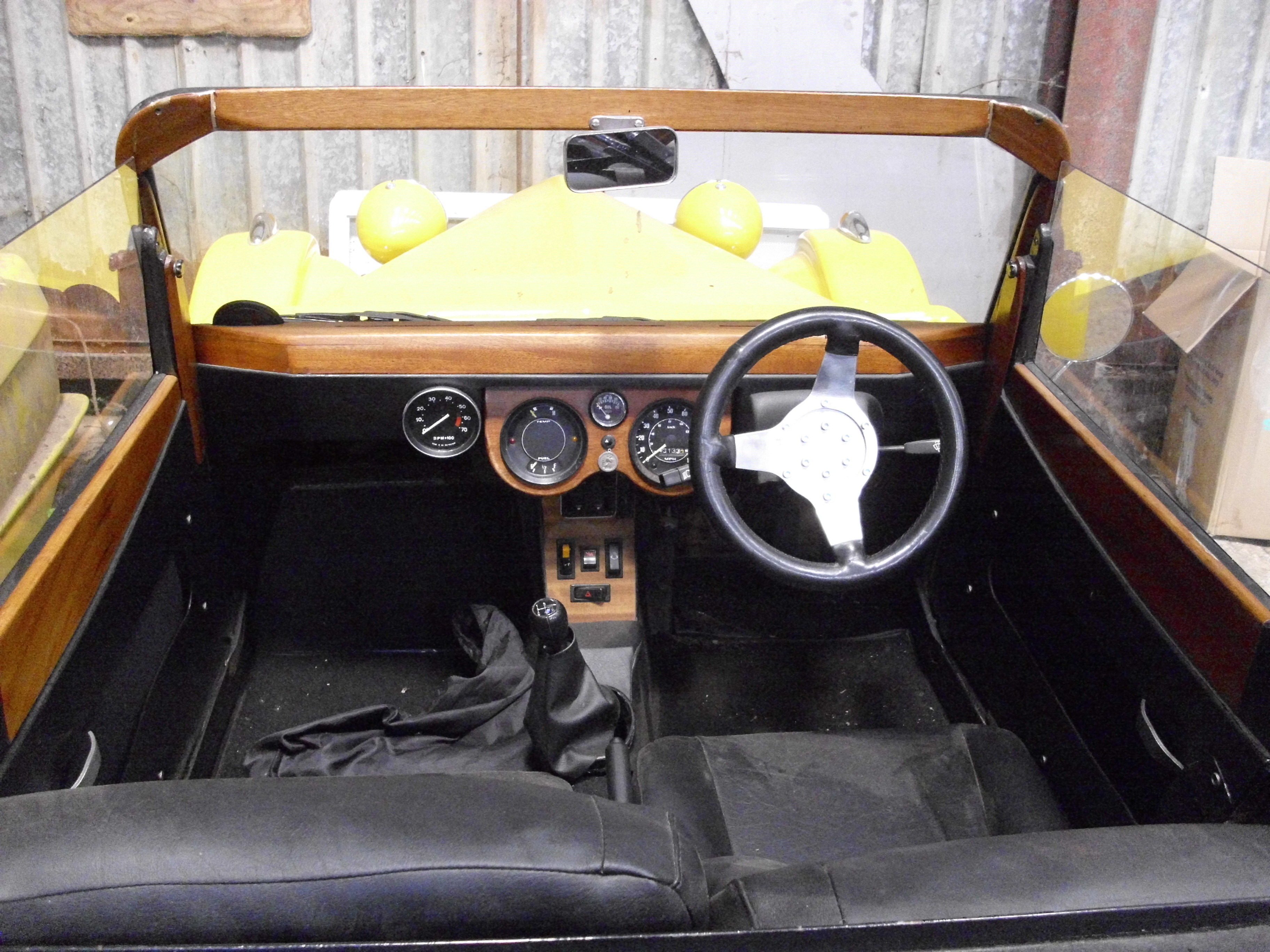
Interieur

Tempest Cars, zuvor Thoroughbred Projects, ist ein britischer Hersteller von Automobilen.

## Unternehmensgeschichte
Ian Foster, der auch Teal Cars leitete, und John Box, der zuvor bei TVR tätig war, gründeten 1987 das Unternehmen Tempest Cars in Burscough in der Grafschaft Lancashire. Sie begannen mit der Produktion von Automobilen und Kits. Der Markenname lautete Tempest. 1990 endete die Produktion zunächst. Thoroughbred Projects aus Carnforth in Lancashire setzte die Produktion von 1992 bis 1997 unter Beibehaltung des Markennamens fort. Tempest Cars aus Liverpool unter Leitung von Steven Campbell von 2001 bis 2003 sowie unter Leitung von John Melody von 2006 bis 2010 waren die nächsten Hersteller. Seit 2011 fertigt Joe Mason, der auch Reliant Spares betreibt, in Cradley bei Worcester in Worcestershire die Fahrzeuge. Insgesamt entstanden bisher etwa 17 Exemplare.

## Fahrzeuge

### Sports
Das erste und bestverkaufte Modell ist der Sports. Er basiert auf einem speziellen Fahrgestell, das je nach Ausführung aus Stahl oder Aluminium besteht. Darauf wird eine offene zweisitzige Karosserie mit Aluminium-Paneelen montiert. Die Straßenausführung wird mit Türen und dem schwereren Fahrgestell geliefert, während die Sportausführung auf Türen verzichtet und das leichtere Fahrgestell verwendet. Gewöhnlich treibt ein Vierzylindermotor von Reliant mit 848 cm³ Hubraum die Fahrzeuge an. Alternative ist ein Motor vom Chrysler Sunbeam mit 928 cm³ Hubraum. Seit 2006 sorgen Scheibenbremsen für die Verzögerung. Im Heckbereich gibt es leichte Unterscheide zwischen einzelnen Fahrzeugen. Bisher entstanden etwa 15 Exemplare.

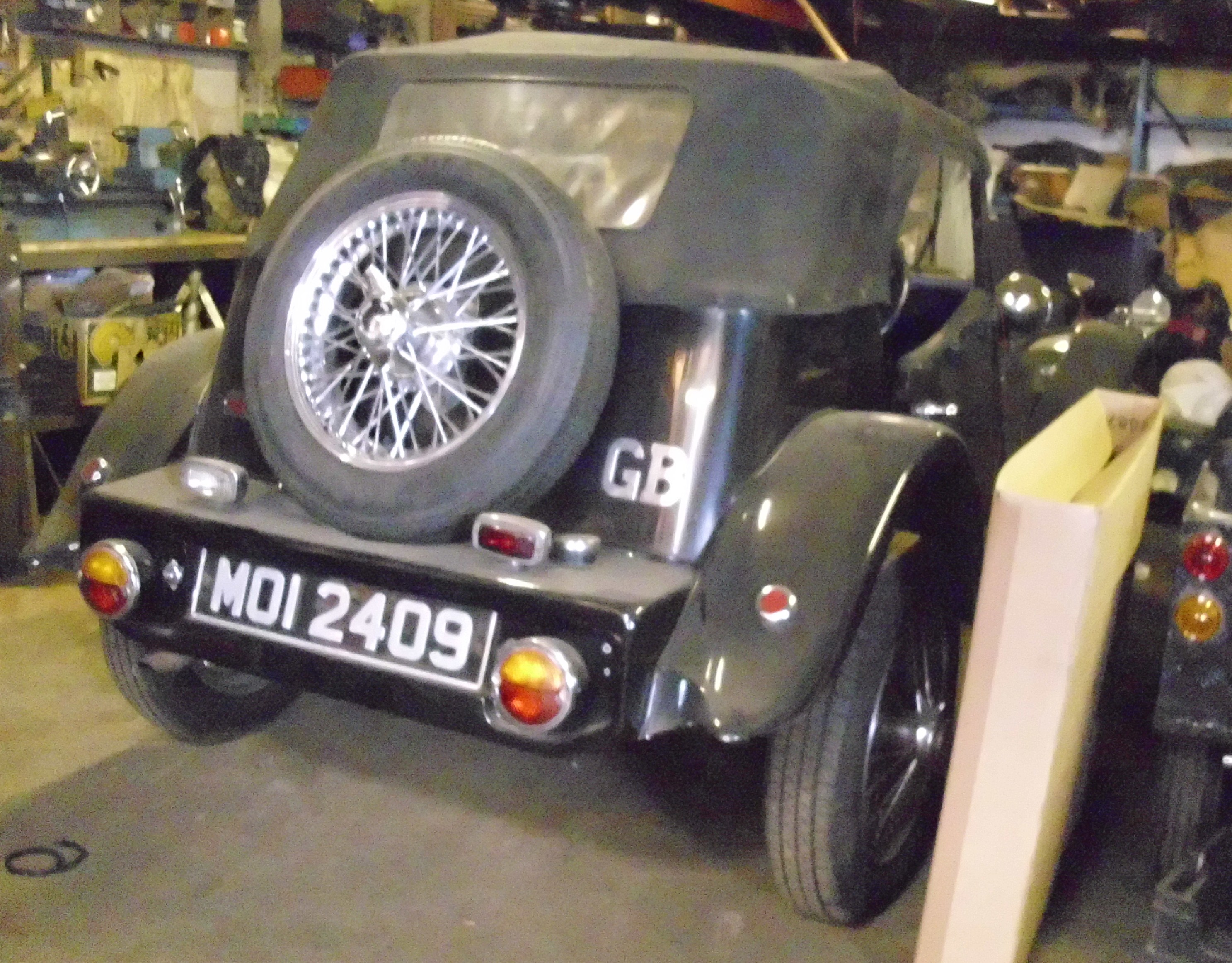
Im Heckbereich gibt es leichte Unterschiede zwischen einzelnen Fahrzeugen.
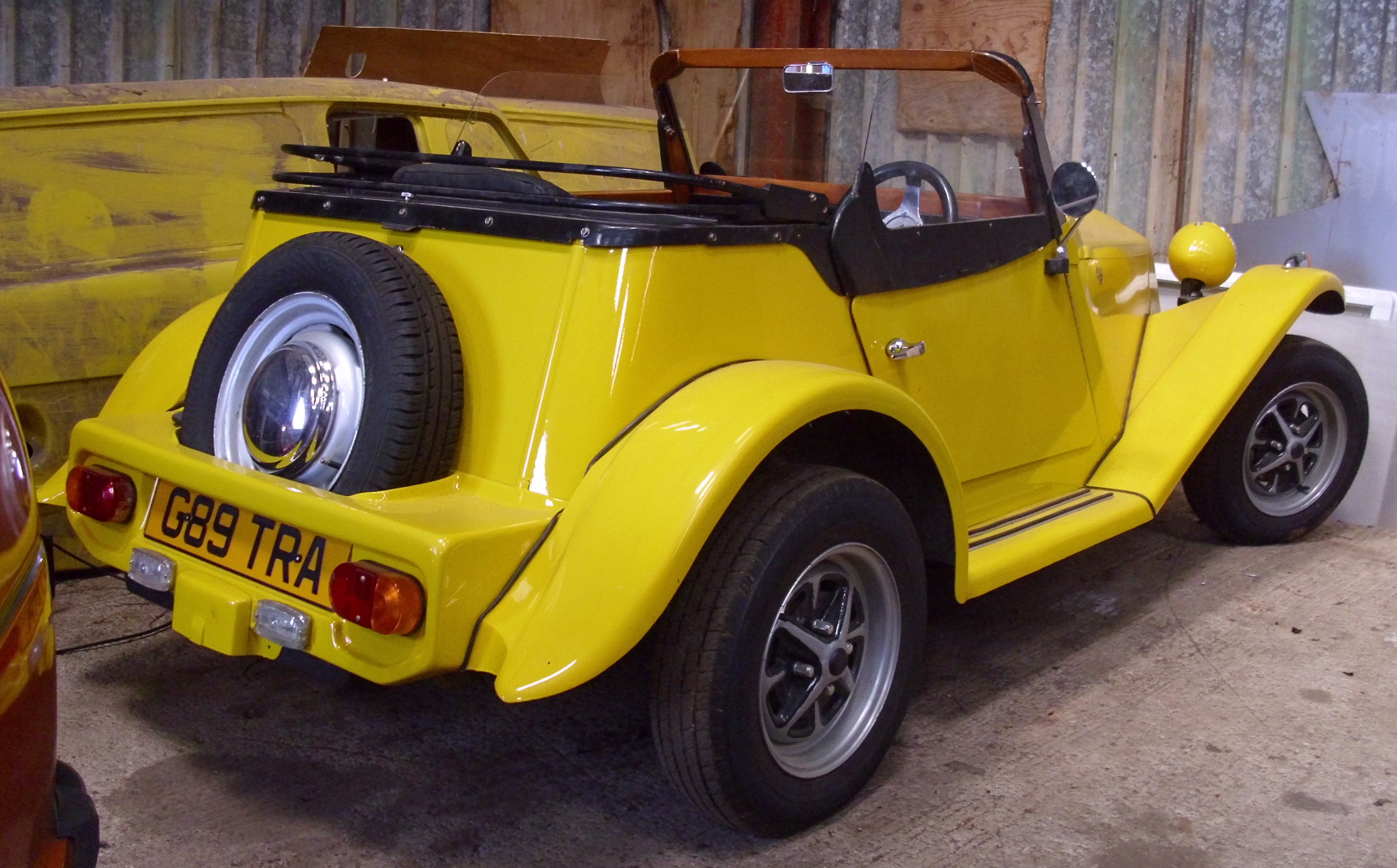
Siehe Blinker und die Position des Reserverades.

### Vantique

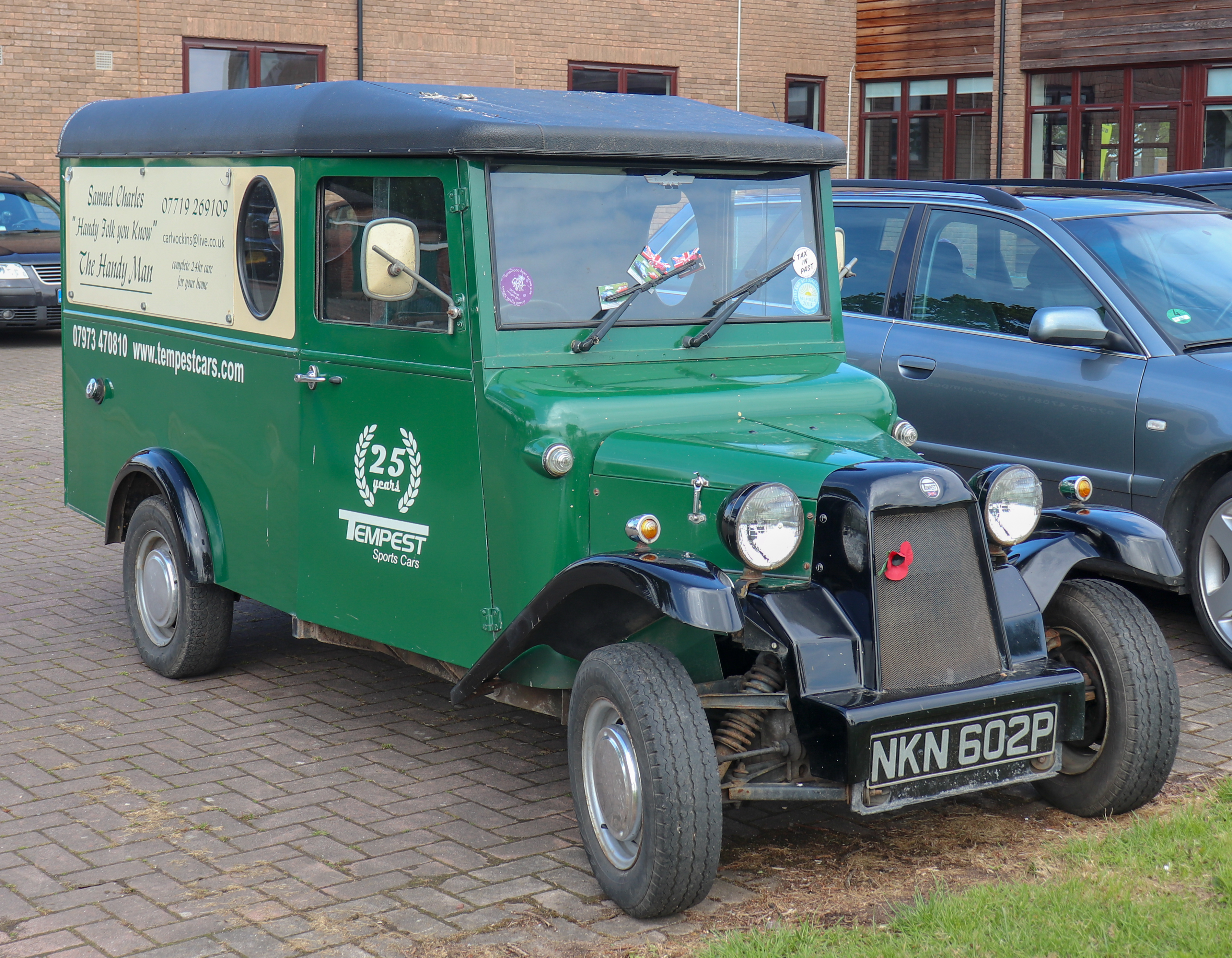
Vantique

Der Vantique war ein Kastenwagen auf gleicher Basis. Sein Radstand war um etwa 20 cm länger. Der vordere Aufbau und die hinteren Kotflügel waren aus Fiberglas und die Motorhaube und der hintere Aufbau aus Aluminium. 1990 betrug der Neupreis für ein Komplettfahrzeug ab 10.000 Pfund. Zwischen 1989 und 1997 fanden sich elf Käufer.